# Lizzano in Belvedere
Lizzano in Belvedere (en dialecte bolonyès: Lizã o Lizàn) és un comune (municipi) de la Ciutat metropolitana de Bolonya (antiga província de Bolonya), a la regió italiana d'Emilia-Romagna, situat uns 50 km al sud-oest de Bolonya.
L'1 de gener de 2018 tenia 2.191 habitants.

## Ciutats agermanades
Lizzano in Belvedere està agermanat amb:
- Hilzingen, Alemanya